# ريتشارد وارد (ممثل)
ريتشارد وارد (بالإنجليزية: Richard Ward)‏ هو ممثل أمريكي، ولد في 15 مارس 1915 في الولايات المتحدة، وتوفي في 1 يوليو 1979 بهوليوود في الولايات المتحدة.

## وصلات خارجية
- ريتشارد وارد على موقع IMDb (الإنجليزية)
- ريتشارد وارد على موقع ألو سيني (الفرنسية)
- ريتشارد وارد على موقع أول موفي (الإنجليزية)
- ريتشارد وارد على موقع قاعدة بيانات برودواي على الإنترنت (الإنجليزية)
- ريتشارد وارد على موقع قاعدة بيانات الأفلام السويدية (السويدية)
- ريتشارد وارد على موقع ديسكوغز (الإنجليزية)
- ريتشارد وارد على موقع قاعدة بيانات الفيلم (الإنجليزية)
- ريتشارد وارد على موقع كينوبويسك (الروسية)